# Земская улица (Феодосия)
Земская улица — в Феодосии, от Галерейной улицы до улицы Назукина. Одна из центральных улиц города, здесь расположены органы городской власти.

## История
Возникла, вероятно, в XVIII веке при расширении городской территории в северном направлении. Здесь организовывались мелкие производства и склады, частично сохранившиеся до настоящего времени.
Название — Земская — получила по находившейся здесь земской управе. Здесь с апреля 1911 по июнь 1914 года работал санитарным земским врачом брат В. И. Ленина — Дмитрий Ильич Ульянов (1874—1943).
На улице находились также уездное и городское полицейские управления.
В 1919 году в подвале дома Рогальской на углу с Новой улицей (ныне — Кирова, сегодня здесь гостиница «Лидия», на фасаде которой установлена мемориальная доска) расположился возникший в этом году Феодосийский литературно-артистический кружок (ФЛАК). Здесь бывали Максимилиан Волошин, Эмилий Миндлин, Осип Мандельштам, Дмитрий Благой, Юрий Галабутский, Арнольд Самарин-Волжский, Михаил Латри, Константин Богаевский, Адольф Мильман, Борис Сибор, Анастасия Цветаева, Аделаида Герцык, Софья Парнок, Майя Кудашева.
В советское время (с 1920-х годов) носила имя Карла Либкнехта (1871—1919) по имени деятеля международного рабочего движения.
Первоначальное название возвращено в 2003 году, была проведена реконструкция улицы, вырублены все старые деревья, проезжая часть и тротуары выложены плиткой, посередине улицы устроен стилизованный газон с декоративными насаждениями.
В день города в 2013 году на д. 18/ 8 у пересечения улиц Земская — Назукина торжественно открыли мемориальную доску основоположнику советской космонавтики Сергею Королёву

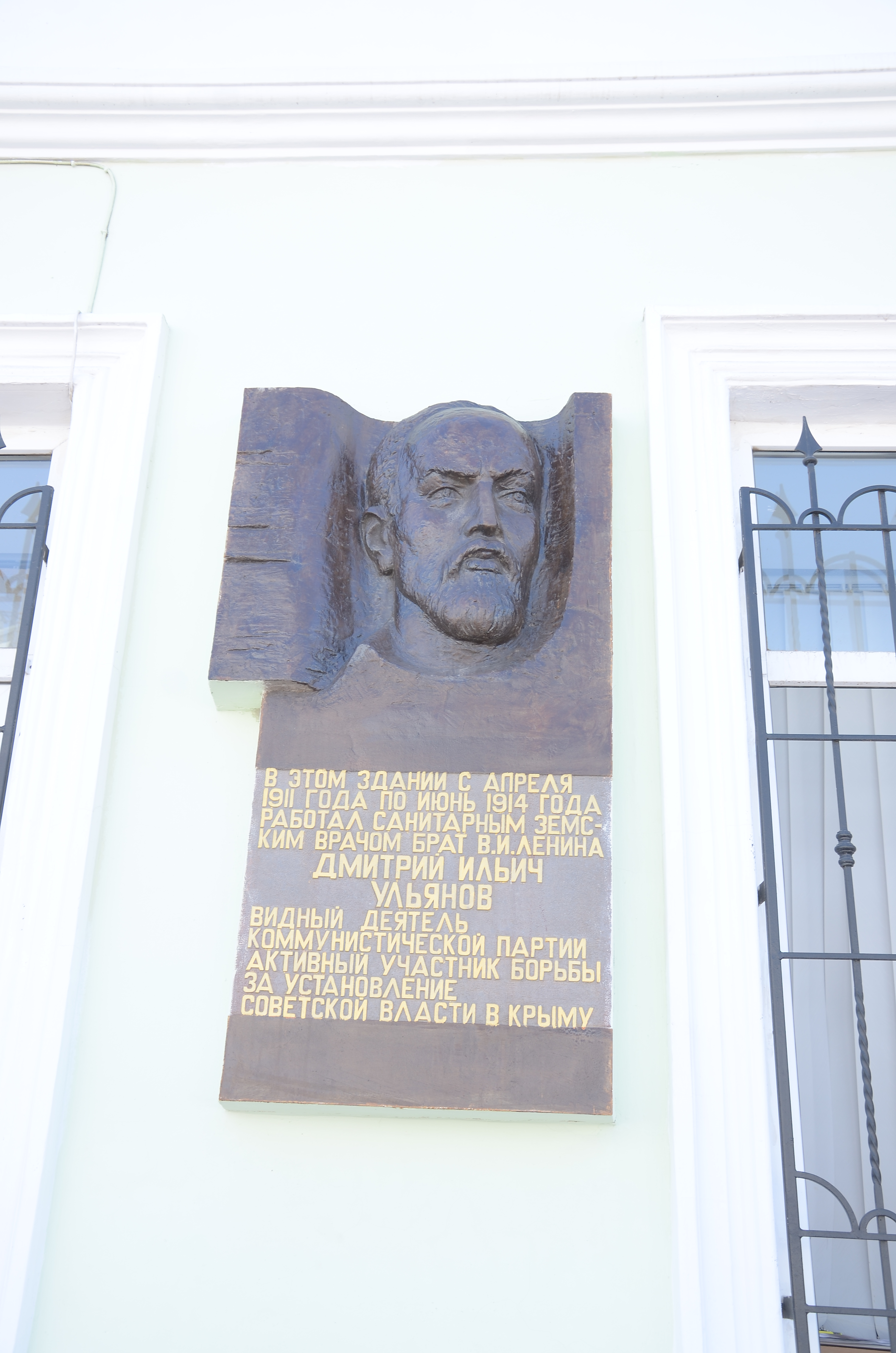

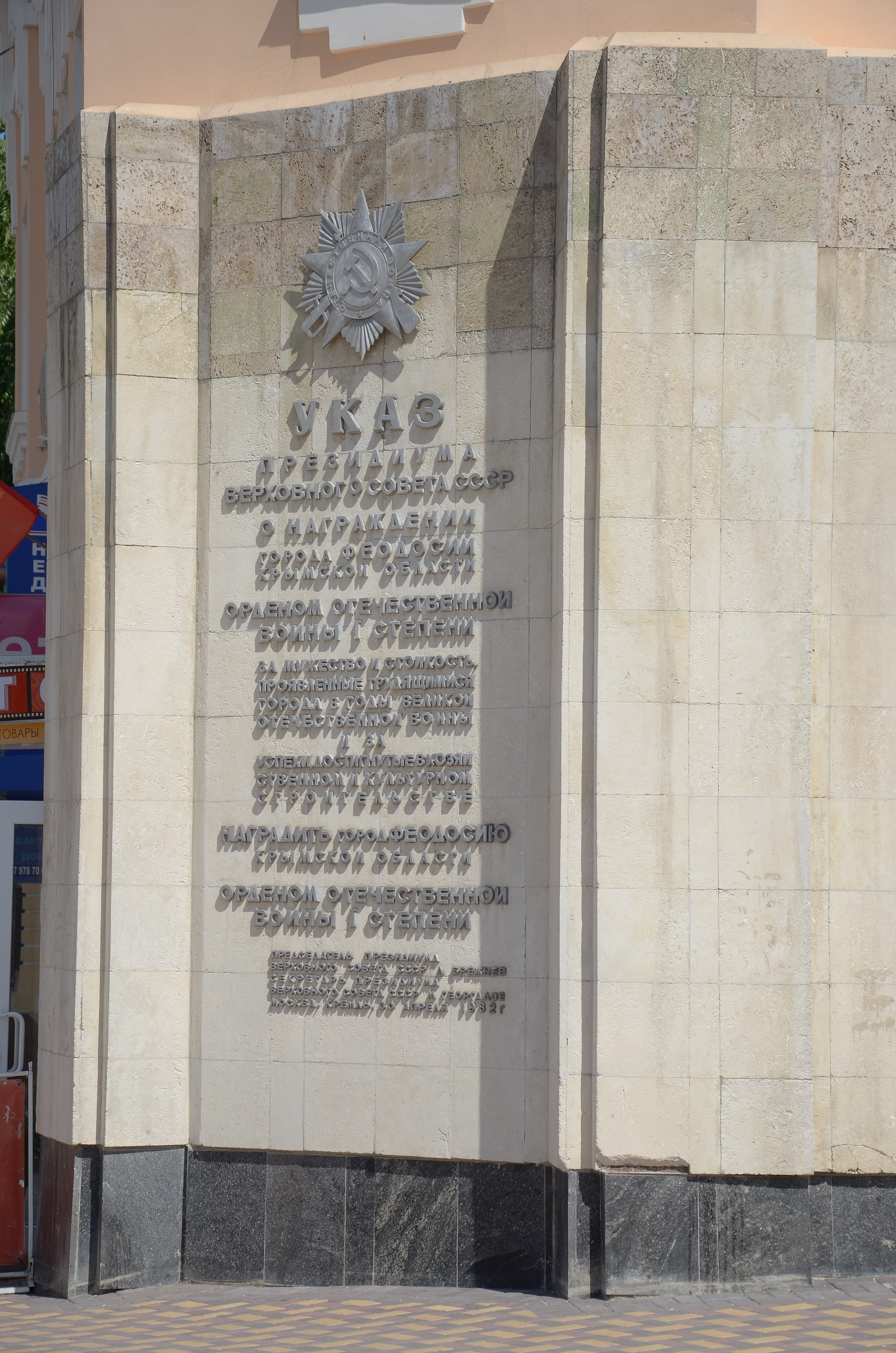

## Достопримечательности

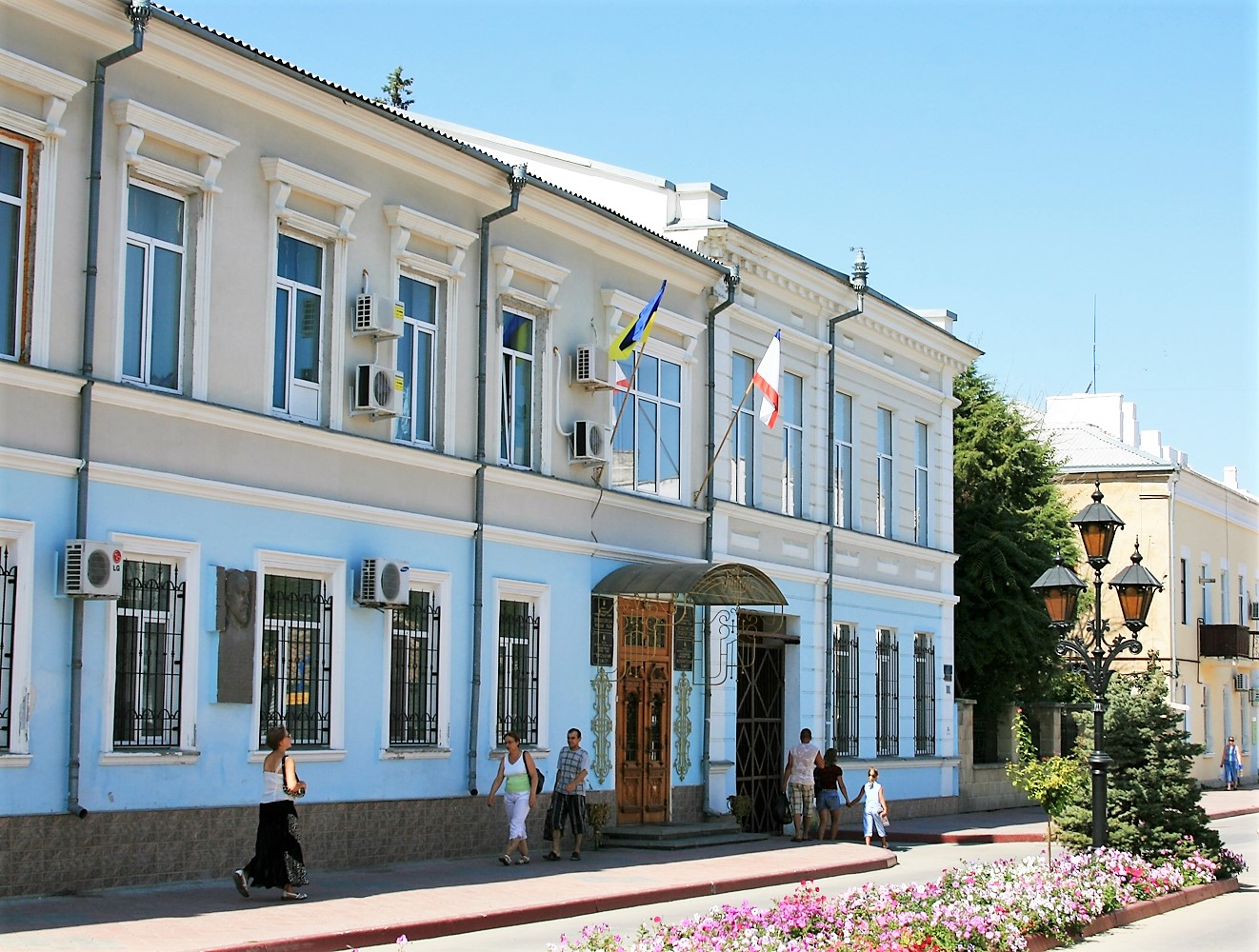
д. 4

Мемориальная доска Е. Евтушенко на здании редакции газеты «Победа»

на д. 1/3 установлена памятная доска с текстом Указа Президиума Верховного Совета СССР о награждении Феодосии орденом Отечественной войны 1-й степени
д. 4 — Феодосийский горсовет (мемориальная доска Д. И. Ульянову)
д. 6 — главный корпус ОАО «Государственная офсетная фабрика»
д. 7 — с мая по август 1944 года находился штаб 383-й Феодосийско—Бранденбургской стрелковой дивизии.
д. 10 — Редакция газеты «Победа» (мемориальная доска Е. Евтушенко)
К улице примыкает Сквер Пушкина.
В 2019 году открыт памятник, посвященный вкладу города в освоение космоса

## Известные жители
д. 18 — С. П. Королёв (мемориальная доска)